# John Karlin
John Elias Karlin (Johannesburg, 28 februari 1918 – Little Silver (New Jersey), 28 januari 2013) was een in Zuid-Afrika geboren genaturaliseerd Amerikaans industrieel psycholoog. Bij Bell Labs introduceerde hij het eerste telefoontoestel met druktoetsen.

## Biografie
Karlin, zoon van een kruidenier, studeerde aan de Universiteit van Kaapstad waar hij bachelordiploma's behaalde in de muziek, filosofie en psychologie en een masterdiploma in de psychologie. Daarnaast was hij professioneel violist bij het lokale symfonieorkest en een strijkkwartet. Na afronding van zijn studie vertrok Karlin naar de Verenigde Staten, alwaar hij in 1942 promoveerde aan de Universiteit van Chicago en elektrotechniek studeerde aan het Massachusetts Institute of Technology (MIT).
Gedurende de Tweede Wereldoorlog voerde Karlin onderzoek uit naar psychoakoestiek voor het Amerikaanse leger, waar hij richtte op geluidsproblemen die een negatieve invloed hadden op de oorlogsprestaties van soldaten. Later trad hij in dienst van Bell Labs in Murray Hill waar hij de eerste stafpsycholoog werd. Hij zette zich in voor de oprichting van het Human Factors Engineering Department in 1947, waar hij in 1951 de leiding overkreeg. Hij bleef bij Bell Labs aan tot hij in 1977 met pensioen ging.

## Druktoetstelefoon
Een van de eerste aspecten die Karlin bij Bell Labs onderzocht was de lengte van het snoer tussen telefoontoestel en de hoorn. Vanwege de koperschaarste na de oorlog vroegen directeuren van telecombedrijven zich af of het standaard snoer, toen ongeveer een meter lang, ingekort kon worden. Elke drie dagen korte Karlin het telefoonsnoer van zijn collega's met een paar centimeter in. Niemand merkte het op totdat de snoeren ruim 30 centimeter korter waren geworden. Vanaf dat moment werden alle snoeren ingekort.
Karlins grootste uitdaging kwam toen eind jaren vijftig de DTMF-technologie werd ontwikkeld, met tonen in plaats van een elektromechanische kiesschijf. Hij richtte zich op een nieuwe indeling voor de drukknoppen. Hij onderzocht rangschikkingen in twee rijen (1 tot 5 boven, 6 tot 0 onder) of in een cirkel, boog of vierkant. Het uiteindelijke ontwerp was een rechthoek met vierkante toetsen in een 3 bij 3 configuratie met de nummers 1 tot 9 met daaronder in het midden de 0. Het hedendaagse alom aanwezige 12-toetsenbord, met de * en #-toetsen links en rechts van de 0, is ontstaan uit Karlins basis ontwerp.
- International Standard Name Identifier: 0000 0000 3352 264X
- Library of Congress Control Number: no2017020902
- Virtual International Authority File: 214663090
- WorldCat: E39PBJkXyHy9FYkMvjWj3hkkXd